# Bibliografia de J. R. R. Tolkien
Lista dos livros publicados por J. R. R. Tolkien:
| Livros publicados em vida | Livros publicados em vida           | Livros publicados em vida                          | Livros publicados em vida           | Livros publicados em vida                       | Livros publicados em vida |
| Ano                       | Título original                     | Título no Brasil                                   | Título em Portugal                  | Notas                                           |                           |
| ------------------------- | ----------------------------------- | -------------------------------------------------- | ----------------------------------- | ----------------------------------------------- | ------------------------- |
| 1936                      | Songs for the Philologists          | —                                                  | —                                   | Não publicado em países lusófonos.              |                           |
| 1937                      | The Hobbit, or There and Back Again | O Hobbit ou Lá e de Volta Outra Vez                | O Hobbit ou Lá e de Volta Outra Vez | Ficção ambientada na Terra-Média.               |                           |
| 1945                      | Leaf by Niggle                      | Sobre Histórias de Fadas                           | —                                   | Também publicado em Árvore e Folha              |                           |
| 1949                      | Farmer Giles of Ham                 | Mestre Gil de Ham Mestre Giles d'Aldeia            | —                                   | Fábula medieval.                                |                           |
| 1954                      | The Fellowship of the Ring          | A Sociedade do Anel                                | A Irmandade do Anel                 | Ficção ambientada na Terra-Média.               |                           |
| 1954                      | The Two Towers                      | As Duas Torres                                     | As Duas Torres                      | Ficção ambientada na Terra-Média.               |                           |
| 1955                      | The Return of the King              | O Retorno do Rei                                   | O Regresso do Rei                   | Ficção ambientada na Terra-Média.               |                           |
| 1962                      | The Adventures of Tom Bombadil      | As Aventuras de Tom Bombadil                       | As Aventuras de Tom Bombadil        | Coletânea de poemas ambientados na Terra-Média. |                           |
| 1964                      | Tree and Leaf                       | Árvore e Folha                                     | —                                   |                                                 |                           |
| 1966                      | Bilbo's Last Song                   | A Última Canção de Bilbo                           | —                                   | Poema ambientado na Terra-Média.                |                           |
| 1966                      | The Tolkien Reader                  | —                                                  | —                                   | Não publicado em países lusófonos.              |                           |
| 1967                      | The Road Goes Ever On               | —                                                  | —                                   | Não publicado em países lusófonos.              |                           |
| 1967                      | Smith of Wootton Major              | Ferreiro de Bosque Grande Ferreiro do Bosque Maior | —                                   | Conto.                                          |                           |

## Publicações póstumas
| Ano  | Título original | Título no Brasil                                                 | Título em Portugal                            | Notas |
| ---- | --- | ---------------------------------------------------------------- | --------------------------------------------- | --- |
| 1975 | Guide to the Names in The Lord of the Rings |                                                                  |                                               | Guia para os nomes de O Senhor dos Anéis. |
| 1975 | Sir Gawain and the Green Knight |                                                                  |                                               | Tradução |
| 1975 | Pearl |                                                                  |                                               | Tradução |
| 1975 | Sir Orfeo |                                                                  |                                               | Tradução |
| 1976 | The Father Christmas Letters | Cartas do Papai Noel                                             | Cartas do Pai Natal                           | |
| 1977 | The Silmarillion | O Silmarillion                                                   | O Silmarillion                                | Ambientado na Terra-Média, uma coletânea de contos editadas por Christopher Tolkien com a assistência de Guy Gavriel Kay.                                            |
| 1979 | Pictures by J. R. R. Tolkien |                                                                  |                                               | |
| 1980 | Unfinished Tales of Númenor and Middle-earth | Contos Inacabados                                                | Contos Inacabados de Númenor e da Terra Média | Ambientado na Terra-Média, uma coletânea de contos editadas por Christopher Tolkien.                                                                                 |
| 1980 | Poems and Stories |                                                                  |                                               | |
| 1981 | The Letters of J. R. R. Tolkien | As Cartas de J.R.R. Tolkien                                      |                                               | |
| 1981 | The Old English "Exodus" Text |                                                                  |                                               | |
| 1982 | Finn and Hengest: The Fragment and the Episode |                                                                  |                                               | |
| 1982 | Mr. Bliss | Sr. Boaventura                                                   |                                               | |
| 1983 | The Monsters and the Critics (1983) - Beowulf: the Monsters and the Critics (1936) - On Translating Beowulf (1940) - On Fairy-Stories (1947) - A Secret Vice (1930) - English and Welsh (1955) |                                                                  |                                               | |
| 1983 | The Book of Lost Tales 1 | O Livro dos Contos Perdidos 1                                    |                                               | Coleção The History of Middle-earth, uma série em 12 volumes que reúne e analisa textos de Tolkien sobre a Terra-Média. Compilado e editado por Christopher Tolkien. |
| 1984 | The Book of Lost Tales 2 | O Livro dos Contos Perdidos 2                                    |                                               | Coleção The History of Middle-earth, uma série em 12 volumes que reúne e analisa textos de Tolkien sobre a Terra-Média. Compilado e editado por Christopher Tolkien. |
| 1985 | The Lays of Beleriand | As Baladas de Beleriand                                          |                                               | Coleção The History of Middle-earth, uma série em 12 volumes que reúne e analisa textos de Tolkien sobre a Terra-Média. Compilado e editado por Christopher Tolkien. |
| 1986 | The Shaping of Middle-earth | A Formação da Terra-média                                        |                                               | Coleção The History of Middle-earth, uma série em 12 volumes que reúne e analisa textos de Tolkien sobre a Terra-Média. Compilado e editado por Christopher Tolkien. |
| 1987 | The Lost Road and Other Writings | A Estrada Perdida e Outros Escritos                              |                                               | Coleção The History of Middle-earth, uma série em 12 volumes que reúne e analisa textos de Tolkien sobre a Terra-Média. Compilado e editado por Christopher Tolkien. |
| 1988 | The Return of the Shadow |                                                                  |                                               | Coleção The History of Middle-earth, uma série em 12 volumes que reúne e analisa textos de Tolkien sobre a Terra-Média. Compilado e editado por Christopher Tolkien. |
| 1989 | The Treason of Isengard |                                                                  |                                               | Coleção The History of Middle-earth, uma série em 12 volumes que reúne e analisa textos de Tolkien sobre a Terra-Média. Compilado e editado por Christopher Tolkien. |
| 1990 | The War of the Ring |                                                                  |                                               | Coleção The History of Middle-earth, uma série em 12 volumes que reúne e analisa textos de Tolkien sobre a Terra-Média. Compilado e editado por Christopher Tolkien. |
| 1992 | Sauron Defeated |                                                                  |                                               | Coleção The History of Middle-earth, uma série em 12 volumes que reúne e analisa textos de Tolkien sobre a Terra-Média. Compilado e editado por Christopher Tolkien. |
| 1993 | Morgoth's Ring |                                                                  |                                               | Coleção The History of Middle-earth, uma série em 12 volumes que reúne e analisa textos de Tolkien sobre a Terra-Média. Compilado e editado por Christopher Tolkien. |
| 1994 | The War of the Jewels |                                                                  |                                               | Coleção The History of Middle-earth, uma série em 12 volumes que reúne e analisa textos de Tolkien sobre a Terra-Média. Compilado e editado por Christopher Tolkien. |
| 1995 | J. R. R. Tolkien: Artist and Illustrator |                                                                  |                                               | |
| 1996 | The Peoples of Middle-earth |                                                                  |                                               | |
| 1998 | Roverandom | Roverandom Roverando                                             |                                               | Conto infantil. |
| 2002 | Beowulf and the Critics ed. Michael D.C. Drout |                                                                  |                                               | |
| 2002 | Index |                                                                  |                                               | Sobre a coleção The History of Middle-earth. |
| 2005 | Guide to the Names in The Lord of the Rings |                                                                  |                                               | |
| 2007 | The Children of Húrin | Os Filhos de Húrin                                               | Os Filhos de Húrin                            | História ambientada na Terra-Média. |
| 2007 | The History of The Hobbit |                                                                  |                                               | |
| 2008 | Tales from the Perilous Realm |                                                                  |                                               | |
| 2009 | The Legend of Sigurd and Gudrún | A Lenda de Sigurd e Gudrún                                       | A Lenda de Sigurd e Gudrún                    | Dois poemas provavelmente escritos nos anos de 1930. |
| 2013 | The Fall of Arthur | A Queda de Artur                                                 | A Queda de Artur                              | Poema inacabado de Tolkien sobre a lenda do Rei Arthur. |
| 2014 | Beowulf: a translation and commentary | Beowulf: Uma tradução comentada - incluindo o conto sellic spell |                                               | Uma tradução em prosa do poema épico mediaval Beowulf. |
| 2015 | The Story of Kullervo | A História de Kullervo                                           | A História de Kullervo                        | Conto que narra um episódio da mitologia finlandesa. |
| 2017 | Beren and Lúthien | Beren e Lúthien                                                  | Beren e Lúthien                               | História ambientada na Terra-Média. |
| 2018 | The Fall of Gondolin | A Queda de Gondolin                                              | A Queda de Gondolin                           | História ambientada na Terra-Média. |
| 2021 | The Nature of Middle-earth | A Natureza da Terra-Média                                        |                                               | Materiais sobre a Terra-Média até então não publicados. Compilado e editado por Carl F. Hostetter.                                                                   |
| 2022 | The Fall of Númenor | A Queda de Númenor                                               |                                               | Compilação cronológica sobre Númenor e Terra-Média, durante a Segunda Era. Compilado e editado por Brian Sibley.                                                     |
| 2023 | The Battle of Maldon: together with The Homecoming of Beorhtnoth | A Batalha de Maldon e O Regresso de Beorhtnoth                   |                                               | Compilado e editado por Peter Grybauskas. |